# Polydistoma azorensis
Polydistoma azorensis is een zakpijpensoort uit de familie van de Holozoidae. De wetenschappelijke naam van de soort werd in 2003 voor het eerst geldig gepubliceerd door Françoise Monniot.